# Thomas Strakosha
Thomas Fotaq Strakosha (Athene, 19 maart 1995) is een Albanees voetballer die als doelman speelt. Strakosha debuteerde in 2017 in het Albanees voetbalelftal, waarmee hij deelnam aan het EK 2024. Hij is een zoon van doelman en Albanees international Foto Strakosha.

## Clubcarrière
Strakosha werd geboren in Athene en speelde in de jeugd bij Panionios. In 2012 trok hij naar het Italiaanse SS Lazio. Tijdens het seizoen 2015/16 werd de doelman verhuurd aan US Salernitana. Op 6 september 2015 debuteerde hij in de Serie B tegen US Avellino. In totaal speelde hij elf wedstrijden in de Serie B. Na 164 wedstrijden in het eerste van Lazio, vertrok hij in 2022 naar Brentford. In 2024 tekende hij bij AEK Athene.

## Clubstatistieken
| Seizoen | Club             | Land              | Competitie     | Competitie | Competitie | Beker | Beker | Internationaal | Internationaal | Overig | Overig | Totaal | Totaal |
| Seizoen | Club             | Land              | Competitie     | Wed.       | Dlp.       | Wed.  | Dlp.  | Wed.           | Dlp.           | Wed.   | Dlp.   | Wed.   | Dlp.   |
| ------- | ---------------- | ----------------- | -------------- | ---------- | ---------- | ----- | ----- | -------------- | -------------- | ------ | ------ | ------ | ------ |
| 2012/13 | SS Lazio         | Vlag van Italië   | Serie A        | 0          | 0          | 0     | 0     | 0              | 0              | —      | —      | 0      | 0      |
| 2013/14 | SS Lazio         | Vlag van Italië   | Serie A        | 0          | 0          | 0     | 0     | 0              | 0              | —      | —      | 0      | 0      |
| 2014/15 | SS Lazio         | Vlag van Italië   | Serie A        | 0          | 0          | 0     | 0     | —              | —              | —      | —      | 0      | 0      |
| 2015/16 | → US Salernitana | Vlag van Italië   | Serie B        | 11         | 0          | 2     | 0     | —              | —              | —      | —      | 13     | 0      |
| 2016/17 | SS Lazio         | Vlag van Italië   | Serie A        | 21         | 0          | 4     | 0     | —              | —              | —      | —      | 25     | 0      |
| 2017/18 | SS Lazio         | Vlag van Italië   | Serie A        | 38         | 0          | 4     | 0     | 10             | 0              | 1      | 0      | 53     | 0      |
| 2018/19 | SS Lazio         | Vlag van Italië   | Serie A        | 35         | 0          | 5     | 0     | 4              | 0              | —      | —      | 44     | 0      |
| 2019/20 | SS Lazio         | Vlag van Italië   | Serie A        | 38         | 0          | 1     | 0     | 4              | 0              | 1      | 0      | 44     | 0      |
| 2020/21 | SS Lazio         | Vlag van Italië   | Serie A        | 9          | 0          | 1     | 0     | 1              | 0              | —      | —      | 11     | 0      |
| 2021/22 | SS Lazio         | Vlag van Italië   | Serie A        | 23         | 0          | 0     | 0     | 8              | 0              | —      | —      | 31     | 0      |
| 2022/23 | Brentford FC     | Vlag van Engeland | Premier League | 0          | 0          | 2     | 0     | —              | —              | —      | —      | 2      | 0      |
| 2023/24 | Brentford FC     | Vlag van Engeland | Premier League | 2          | 0          | 2     | 0     | —              | —              | —      | —      | 4      | 0      |
| Totaal  | Totaal           | Totaal            | Totaal         | 177        | 0          | 21    | 0     | 27             | 0              | 2      | 0      | 227    | 0      |

## Interlandcarrière
Strakosha kwam uit voor meerdere Albanese nationale jeugdelftallen en speelde sinds zijn debuut in 2017 27 interlands voor het nationale elftal van Albanië.
| Interlands van Thomas Strakosha voor Albanië | Interlands van Thomas Strakosha voor Albanië | Interlands van Thomas Strakosha voor Albanië | Interlands van Thomas Strakosha voor Albanië | Interlands van Thomas Strakosha voor Albanië | Interlands van Thomas Strakosha voor Albanië | Interlands van Thomas Strakosha voor Albanië |
| №                                            | Datum                                        | Wedstrijd                                    | Uitslag                                      | Soort wedstrijd                              | Doelpunten                                   |                                              |
| Als speler bij SS Lazio                      | Als speler bij SS Lazio                      | Als speler bij SS Lazio                      | Als speler bij SS Lazio                      | Als speler bij SS Lazio                      | Als speler bij SS Lazio                      | Als speler bij SS Lazio                      |
| -------------------------------------------- | -------------------------------------------- | -------------------------------------------- | -------------------------------------------- | -------------------------------------------- | -------------------------------------------- | -------------------------------------------- |
| 1.                                           | 24 maart 2017                                | Italië – Albanië                             | 2 – 0                                        | Kwalificatie WK 2018                         |                                              |                                              |
| 1.                                           | 24 maart 2017                                | Italië – Albanië                             | 2 – 0                                        | Kwalificatie WK 2018                         |                                              |                                              |
| 2.                                           | 28 maart 2017                                | Albanië – Bosnië en Herzegovina              | 1 – 2                                        | Vriendschappelijk                            |                                              |                                              |
| 3.                                           | 4 juni 2017                                  | Luxemburg – Albanië                          | 2 – 1                                        | Vriendschappelijk                            |                                              |                                              |
| 4.                                           | 11 juni 2017                                 | Israël – Albanië                             | 0 – 3                                        | Kwalificatie WK 2018                         |                                              |                                              |
| 5.                                           | 26 maart 2018                                | Albanië – Noorwegen                          | 0 – 1                                        | Vriendschappelijk                            |                                              |                                              |
| 6.                                           | 7 september 2018                             | Albanië – Israël                             | 1 – 0                                        | Nations League 2018/19                       |                                              |                                              |
| 7.                                           | 10 september 2018                            | Schotland – Albanië                          | 2 – 0                                        | Nations League 2018/19                       |                                              |                                              |
| 8.                                           | 14 oktober 2018                              | Israël – Albanië                             | 2 – 0                                        | Nations League 2018/19                       |                                              |                                              |
| 9.                                           | 7 september 2019                             | Frankrijk – Albanië                          | 4 – 1                                        | EK-kwalificatie 2020                         |                                              |                                              |
| 10.                                          | 10 september 2019                            | Albanië – IJsland                            | 4 – 2                                        | EK-kwalificatie 2020                         |                                              |                                              |
| 11.                                          | 11 oktober 2019                              | Turkije – Albanië                            | 1 – 0                                        | EK-kwalificatie 2020                         |                                              |                                              |
| 12.                                          | 14 oktober 2019                              | Moldavië – Albanië                           | 0 – 4                                        | EK-kwalificatie 2020                         |                                              |                                              |
| 13.                                          | 4 september 2020                             | Wit-Rusland – Albanië                        | 0 – 2                                        | Nations League 2020/21                       |                                              |                                              |
| 14.                                          | 7 september 2020                             | Albanië – Litouwen                           | 0 – 1                                        | Nations League 2020/21                       |                                              |                                              |
| 15.                                          | 31 maart 2021                                | San Marino – Albanië                         | 0 – 2                                        | Kwalificatie WK 2022                         |                                              |                                              |
| 16.                                          | 8 september 2021                             | Albanië – San Marino                         | 5 – 0                                        | Kwalificatie WK 2022                         |                                              |                                              |
| 17.                                          | 12 november 2021                             | Engeland – Albanië                           | 5 – 0                                        | Kwalificatie WK 2022                         |                                              |                                              |
| 18.                                          | 15 november 2021                             | Albanië – Andorra                            | 1 – 0                                        | Kwalificatie WK 2022                         |                                              |                                              |
| 19.                                          | 29 maart 2022                                | Albanië – Georgië                            | 0 – 0                                        | Vriendschappelijk                            |                                              |                                              |
| Als speler bij Brentford FC                  |                                              |                                              |                                              |                                              |                                              |                                              |
| 20.                                          | 24 september 2022                            | Israël – Albanië                             | 2 – 1                                        | Nations League 2022/23                       |                                              |                                              |
| 21.                                          | 27 september 2022                            | Albanië – IJsland                            | 1 – 1                                        | Nations League 2022/23                       |                                              |                                              |
| 22.                                          | 27 maart 2023                                | Polen – Albanië                              | 1 – 0                                        | Kwalificatie EK 2024                         |                                              |                                              |
| 23.                                          | 10 september 2023                            | Albanië – Polen                              | 2 – 0                                        | Kwalificatie EK 2024                         |                                              |                                              |
| 24.                                          | 17 oktober 2023                              | Albanië – Bulgarije                          | 2 – 0                                        | Vriendschappelijk                            |                                              |                                              |
| 25.                                          | 20 november 2023                             | Albanië – Faeröer                            | 0 – 0                                        | Kwalificatie EK 2024                         |                                              |                                              |
| 26.                                          | 22 maart 2024                                | Albanië – Chili                              | 0 – 3                                        | Vriendschappelijk                            |                                              |                                              |
| 27.                                          | 25 maart 2024                                | Zweden – Albanië                             | 1 – 0                                        | Vriendschappelijk                            |                                              |                                              |

## Erelijst
| Coppa Italia | 2x | 2012/13 2018/19 |
| Supercoppa   | 2x | 2017, 2019      |